# ميراث الخنثى المشكل
ميراث الخنثى المشكل هو أحد أبواب فقه المواريث، وهو على خلاف أصول التوريث من حيث وجود الإشكال في حال الذكورة والأنوثة، فالخنثى المشكل هو الوارث الذي أشكل حاله، ولم يتبين هل هو من الرجال؟ أم من النساء؟ ويعد من الأشياء النادر وجودها، والمخالفة لما هو متعارف عليه في مسائل المواريث. وإذا لم يتبين الحال؛ تقدر مسألتان للتوريث، ويأخذ منهما الأقل المتيقن منه، وفي الباقي تفاصيل أخرى في علم فروع الفقه.

## ميراث الخنثى المشكل
ميراث الخنثى المشكل أحد أبواب فقه المواريث، وهو على خلاف أصول التوريث من حيث وجود الإشكال في حال الذكورة والأنوثة، فالخنثى المشكل هو الوارث الذي أشكل حاله، ولم يتبين هل هو من الرجال؟ أم من النساء؟ ويعد من الأشياء النادر وجودها، والمخالفة لما هو متعارف عليه في مسائل المواريث، ويعرف الإشكال بأنه: التباس الحال إما باجتماع خصائص الذكورة والأنوثة معا، بأن يكون له فرج ذكر، وفرج أنثى، أو عدم وجود شيء منهما أصلاً. والصور التي يمكن أن فيها وجود الخنثى تكون في أربع جهات هي: البنوة والأخوة والعمومة والولاء. ويمكن تمييز حاله بالعلامات، فإن كان خروج البول من مخرج الذكورة؛ فهو ذكر، وإن كان خروج البول من مخرج الإناث؛ فهو أنثى، كما أن هناك علامات يمكن تمييزه بها مثل: نبات اللحية والشارب فهو من علامات الذكورة، والحيض وتفلك الثديين فهو من علامات الأنوثة. فإذا تبين الحال؛ عمل به في التوريث، وإذا لم يتبين الحال؛ فينتظر حتى يتبين، فإن طالب الورثة بالقسمة وهو ما زال مشكلا؛ أجيب الورثة، وقسم المال بطرق مفصلة في علم فروع الفقه.

## الجهات الممكن وجوده فيها
يمكن أن يكون وارثا في بعض الأحوال، وهي في أربع جهات من جهات العصوبة وهي:
1. البنوة وهي جهة إرث الفروع فيحتمل أن يكون ابنا أو بنتا.
2. جهة الأخوة التي يرث فيها بالتعصيب، إما أن يكون أخا لأبوين أي: شقيقا للميت، أو أخا لأب، فيحتمل أن يكون شقيقا للميت أو أختا شقيقة، أو أخا لأب أو أختا لأب؛ لأن التوريث يكون مختلفا بالاختلاف بالذكورة والأنوثة في الحالين، أما إذا كان أخا لأم؛ فلا يؤثر اختلاف الذكورة والأنوثة؛ لأن الأخ لأم يستوى نصيبه، فترث الأنثى بقدر نصيب الذكر.
3. جهة العمومة أي: الأعمام وبنيهم، فيحتمل أن يكون ذكرا أو أنثى، فيرث على تقدير الذكورة، ولا يرث على تقدير الأنوثة؛ لأن العمة وبنت العم من ذوي الأرحام.
4. جهة الولاء فيحتمل أن يكون المعتق ذكرا أو أنثى.

ولا يُتصور وجود الخنثى في غير هذه الجهات الأربع أي: الأبناء والإخوة والأعمام والولاء. فلا يكون الخنثى أبا ولا جدا ولا أما ولا جدة ولا أحد الزوجين.

## الاحتمالات قبل التوريث
الاحتمالات قبل التوريث هي: إما أن يكون ذكراً أو أنثى، وعلى الاحتمالين يكون له ثلاثة احتمالات في التوريث هي:
1. أن يكون مستحقا للإرث بتقدير الذكوة فقط مثل: ابن أخ خنثى، فيرث بتقدير الذكورة فقط.
2. أن يكون وارثا بتقدير الأنوثة فقط مثل: ولد أخ لاب خنثى مع الأخت لأبوين وزوج مثلا.
3. أن يكون وارثا بالتقديرين معا.

## أحوال الإشكال
1. أن يتبين الحال بزوال الإشكال.
2. أن يكون الإشكال باقيا، لكنه يرجى اتضاحه.
3. أن يكون زوال الإشكال متعذرا

## طريقة التمييز
يمكن تمييز حال الإشكال بوجود العلامات، وقد سئل أبو حنيفة عن ذلك فقال: يتميز بموضع خروج البول، فإن خرج من مخرج الذكورة؛ فهو ذكر، وإن خرج من مخرج الأنوثة؛ فهو أنثى، وإن خرج منهما؛ فالحكم بالأسبق منهما.

## طريقة التوريث
لتوريث الخنثى الذي لم يتضح حاله في التوريث حالتان:
1. استواء ميراثه إن كان ذكرا أو أنثى، أي: أنه على تقدير أنه ذكر أو على تقدير أنه أنثى: يكون ميراثه بقدر واحد على التقديرين، وفي هذه الحالة لا يؤثر الإشكال في شيء.
2. أن يختلف ميراثه باختلاف تقدير الذكورة والأنوثة، وفي هذه الحالة هل يأخذ الأقل أم الأكثر من الميراث على التقديرين؟ فلو أعطي الأكثر؛ فقد يؤدي إلى الإضرار بباقي الورثة، ولو أعطي أقل التقديرين؛ فقد يؤدي إلى الإضرار به إن أخذ باقي الورثة إرثهم على هذا التقدير، والمتيقن منه أن يقسم على أقل تقدير. فلو خلف المورث ولدا ذكرا وولدا خنثى؛ فبتقدير الذكورة تكون المسألة من اثنين لكل من الولدين سهما، وبتقدير الأنوثة تكون المسألة من ثلاثة، للابن اثنان، وللخنثى واحد على تقدير أنه بنت، فالأضر بالابن الواضح في مسألة تقدير الذكورة، والأضر في حق الولد المشكل في مسألة تقدير الأنوثة.

## أحوال التوريث
للخنثى المشكل حالتان، فهو إما أن يكون غير معلوم الحال، فلا يكون التوريث إلا بعد الاستبيان وتحديد حالته، فإذا تبين أنه ذكر؛ ورث ما يرثه الذكر، وإن تبين أنه أنثى؛ ورث ما ترثه الأنثى، ويكون حكمه في الصورتين ظاهر بعد زوال الإشكال. والحالة الثانية: أن يستمر الإشكال؛ لعدم وجود علامة لتحديد حالته، فله حينئذ حالتان الحالة الأولى: أن يرجى اتضاح حاله من ذكورة أو أنوثة، وفي هذه الحالة يكون من الأفضل الانتظار في التوريث حتى يتبين الحال، وإذا طالب الورثة بالقسمة؛ فلا يمنعون منها؛ لأنهم أصحاب حق، لكن بقاء الإشكال يستلزم التردد في القدر الذي يأخذه الخنثى، حيث يختلف باختلاف تقدير الذكورة والأنوثة. وإذا لم يرج اتضاح حاله، بأن مات وهو صغير، أو بلغ الحلم ولم يتضح أمره؛ فهناك تفاصيل عند الفقهاء.
- عند الحنفية يأخذ الحنثى الأقل من مسألتي التقدير، أي: أنه يعامل دائما بالأضر، وحجتهم في ذلك: أن هذا هو المتيقن منه، والقاعدة أن العمل يكون باليقين.
- عند الشافعية يقدر له مسألة على أنه ذكر وأخرى على أنه أنثى، ويعطى الأضر من التقديرين ويوقف الباقي حتى يتضح حاله، أو يتصالح مع باقي الورثة.
- عند المالكية تقدر له مسألة على أنه ذكر، وأخرى على أنه أنثى، ويعطى على التقديرين: نصف ميراث ذكر، ونصف ميراث أنثى، إن ورث بهما متفاضلاً، وإن ورث بكونه ذكراً فقط؛ أعطي نصف ميراث ذكر، وإن ورث بكونه أنثى فقط أعطي نصف ميراث أنثى.
- عند الحنابلة إن كان يرجى اتضاح حاله؛ عومل بالأضر، كمذهب الشافعية، وإن لم يرج اتضاح حاله؛ فيعطى نصف نصيب ذكر إن ورث بالذكورة فقط، أونصف نصيب أنثى إن ورث بتقدير الأنوثة، أو نصف ميراث ذكر ونصف ميراث أنثى إن ورث على التقدير في الحالين، وفق التفصيل في مذهب المالكية.

## طريقة التقسيم
طرق التقسيم:
1. الأقل دائما
2. الأقل ويوقف الباقي
3. نصف ما يحصل له من المسألتين
4. التفصيل

### أمثلة
ولد ذكر وولد خنثى
التقسم على الأقل وهو مذهب الحنفية أصل المسألة ثلاثة للولد الذكر اثنان وللولد الخنثى واحد، على تقدير الأنوثة، وهو الأضر في حقه.
| مسألة    | حل |
| -------- | -- |
| مثال     | 3  |
| ابن      | 2  |
| ولد خنثى | 1  |

- القسمة على الأقل ويوقف الباقي عند الشافعية تقدر مسألتان ويأخذ كل واحد منهما الأقل من ميراثه في المسألتين ويوقف الباقي حتى يتضح الحال، أو يحصل تصالح أو تواهب بين الورثة، فالمسألة على تقدير الذكورة من اثنين، وعلى تقدير الأنوثة من ثلاثة، بين الاثنين والثلاثة تباين يضرب أحدهما في الآخر والناتج ستة، هي الجامعة، فيعطى الابن ثلاثة والخنثى اثنان والباقي واحد وهو سدس، يوقف إلى اتضاح الحال.

| مسألة    | تقدير الذكورة | تقدير الأنوثة | الجامعة |
| -------- | ------------- | ------------- | ------- |
| مثال     | 2             | 3             | 6       |
| ابن      | 1             | 2             | 3       |
| ولد خنثى | 1             | 1             | 2       |

- القسمة على المناصفة عند المالكية

| مسألة    | تقدير الذكورة | تقدير الأنوثة | التصحيح | الجامعة |
| -------- | ------------- | ------------- | ------- | ------- |
| مثال     | 2             | 3             | 6       | 12      |
| ولد ذكر  | 1             | 2             | -       | 7       |
| ولد خنثى | 1             | 1             | -       | 5       |